# فرودگاه وینیپگ-لینکرست
فرودگاه وینیپگ-لینکرست (به انگلیسی: Winnipeg/Lyncrest Airport) یک فرودگاه همگانی است . این فرودگاه در کشور کانادا قرار دارد و در ارتفاع ۲۳۶ متری از سطح دریا واقع شده است.